# ウェザーライト・サーガ
ウェザーライト・サーガはトレーディングカードゲームのマジック・ザ・ギャザリングのバックストーリーの1つ。

## 概要
ウェザーライト・サーガは、飛翔艦ウェザーライト号の冒険譚を中心とした物語である。『ウェザーライト』から『アポカリプス』までの10のカードセットで語られ、マジックのバックストーリーの中ではもっとも長い。
物語はウェザーライト号や乗組員たちが初登場した『ウェザーライト』のセットから始まるが、より古いカードセット『アンティキティ』で語られたバックストーリー「兄弟戦争」と強い関連性があり、こちらの物語も『アポカリプス』にて完結しているため、『アンティキティ』からがウェザーライト・サーガの始まりとする考えもある。なお「兄弟戦争」とウェザーライト・サーガを繋ぐストーリーは、ウェザーライト・サーガの間に挿入された「ウルザブロック」と呼ばれる3つのカードセットで語られている。
もっとも「ウルザブロック」に続く『インベイジョン』以降のストーリーは、フレイアリーズ（主に『アイスエイジ』で登場）やテフェリー（主に『ミラージュ』で登場）など、それまでのマジックのありとあらゆるバックストーリーからキャラが登場し共に戦うため、『アポカリプス』にてマジックの全てのバックストーリーが一旦完結したとも言えなくもない。

## ストーリー
物語の骨子は、主人公たちが住まう世界“ドミナリア”を、異次元世界“ファイレクシア”の侵略から守ると言うもの。しかし数千年の歳月を費やして侵略の準備を進めてきたファイレクシアに対抗するには、「レガシー」と呼ばれる特別なアーティファクト（魔法機械）の全てを集め、「レガシーの後継者」たる人物がその力を発動させる必要があった。レガシーとその後継者を生み出したのは、かつてドミナリア史上最大の戦争「兄弟戦争」を引き起こした兄弟の兄、ウルザ。彼は兄弟戦争終結と前後してファイレクシアの侵略計画を知り、来るべきときのために備えていたのである。
ウェザーライト～エクソダス
シッセイ艦長率いる飛翔艦ウェザーライト号はドミナリア中を飛び回りレガシーの収集にあたっていた。それはファイレクシアを支配する荒廃の王ヨーグモスとの戦いに向けた準備であった。
ウェザーライト号が世界を飛び回るさなか、あるときシッセイが誘拐されてしまう。別次元ラースに捕らわれていると分かり、とある事情で艦を降りていた「レガシーの後継者」ジェラードを艦長代理に据え、娘タカラを誘拐されたラース人の男スタークの案内で、一行はラースへ向かう。しかしラースに到着直後、待ち構えていたラースの飛翔戦艦プレデター号に襲撃され、一行は散り散りになる。一行はそれぞれの場所で、善良なスカイシュラウドのエルフや人間のヴェク族と出会い、彼らの協力を得て要塞へ潜入、ラースを支配するエヴィンカー・ヴォルラスと対面する。ヴォルラスの正体は、行方不明となっていたジェラードの義兄ヴュエルであり、シッセイ誘拐は彼のジェラードへの復讐のためであった。ヴォルラスはジェラードを殺そうとしたが失敗し、ジェラードはシッセイとタカラを助け出すとラースから脱出を図る。プレデター号に妨害されながらも、間一髪のところでウェザーライト号は次元の門を抜け、何とか脱出に成功したものの、戦いの最中に呪いが発動したクロウヴァクスと次元の門を開いたアーテイを艦に乗せることができず、彼らはラースに置き去りになってしまった。
メルカディアン・マスクス～ネメシス
次元の門を抜けたウェザーライト号は別次元メルカディアで墜落。一行はウェザーライト号の修理に奔走する中で、メルカディアがヴォルラスの支配する世界だと知る。メルカディアは、ファイレクシアが将来のドミナリア侵攻に向けて作った前線基地だったのだ。また、助け出したタカラは偽者で、ジェラードへ復讐のチャンスを伺っていたヴォルラスの変装であった。ジェラードがヴォルラスの襲撃を退け、ウェザーライト号の修理が終わると、一行は再びドミナリアへと旅立った。
一方、ラースではヴォルラスが不在になったため、次のエヴィンカーが選定され、呪われて邪悪になったクロウヴァクスがエヴィンカーとなる。そこへ、ウェザーライト号強奪とジェラード殺害に失敗したヴォルラスが帰還。2人はエヴィンカーの座を賭けて戦い、クロウヴァクスが勝利、ヴォルラスは処刑されてしまう。
インベイジョン～アポカリプス
ウェザーライト号がドミナリアに帰還するのと時を同じくして、ファイレクシア軍のドミナリア侵攻がついに始まった。このときに備えていたウルザを始めとするプレインズウォーカーたちも集結し、ドミナリア各地で戦いを繰り広げる。多くの犠牲を出しながらも第一次侵攻はドミナリア軍が勝利を収めたが、今度はプレーンシフト計画により、ドミナリアの一部に重なるようにしてラースが時空転移、ドミナリアとラースの融合が始まり、エヴィンカーとなっていたクロウヴァクスが参戦する。
ジェラードと再会したクロウヴァクスは、ウルザを殺しヨーグモスに忠誠を誓うようジェラードを誘惑、ジェラードはその交渉を呑んでしまう。またウルザは、亡き弟ミシュラの幻影に惑わされ、ヨーグモスの操り人形となってしまう。かくしてジェラードとウルザの2人の英雄が戦わされることになり、ジェラードはウルザの首を斬って勝利する。しかし、勝利の代償に生き返らせて貰った恋人ハナは偽者で、それを見破ったジェラードはクロウヴァクスを殺し、ヨーグモスと決別する。またウルザも、両目にはめ込まれたパワーストーンの力で首だけの状態で生きており、正気に戻っていた。
2人がヨーグモスに惑わされ戦う間に、ドミナリア軍の戦線は悪化しつつあり、ほとんど壊滅状態になっていた。ジェラードは自らの命を持って、ヨーグモスを倒すことを決意し、ウルザとゴーレムのカーンとともにウェザーライト号に乗り込む。ウルザの瞳、ジェラードの血、そしてカーンとウェザーライト号もすべて含めたレガシーのすべて合わせて究極の兵器とし、ついにヨーグモスを倒すことに成功した。
厳しい戦いで多くの命が失われた中、生き残ったシッセイは、役目を果たしレガシーとしての能力を失ったウェザーライト号を「勝利」号と改め、艦長として再び冒険に旅立っていった。